# Armenak Alachachian
Armenak Misakovich Alachachyan (armênio:Արմենակ Ալաչաչյան;cirílico:Арменак Мисакович Алачачян) (Alexandria, 25 de dezembro de 1930) é um ex-basquetebolista de origem armênia que integrou a Seleção Soviética que conquistou a Medalha de prata disputada nos XVIII Jogos Olímpicos de Verão em 1964 realizados em Tóquio.